# The Right Thing (ER)
The Right Thing is de veertiende aflevering van het tweede seizoen van de televisieserie ER, die voor het eerst werd uitgezonden op 8 februari 1996.

## Verhaal
Dr. Benton besluit om de omstreden methodes van Dr. Vucelich openbaar te maken. Dit wordt niet in dank afgenomen door Dr. Vucelich en zet Dr. Benton uit zijn team. 
Carter verspreidt het gerucht dat Dr. Greene en Dr. Lewis iets met elkaar hebben. Carter besluit om naar de begrafenis te gaan van Helen Rubadoux. Echter de man van Helen, Ruby, kan hem nog steeds niet vergeven voor zijn handelen.
Dr. Lewis behandelt een stel dat op straat leeft, de een lijdt aan aids en er bestaat een grote kans dat de andere het ook heeft of krijgt.
Dr. Greene moet een bekende patiënte van hem vertellen dat zij lijdt aan baarmoederhalskanker. Ondertussen lijkt het erop dat Dr. Greene in zijn midlifecrisis zit; hij besluit een motor te kopen.

## Rolverdeling

### Hoofdrol
- Anthony Edwards - Dr. Mark Greene
- George Clooney - Dr. Doug Ross
- Eriq La Salle - Dr. Peter Benton
- Sherry Stringfield - Dr. Susan Lewis
- Ron Rifkin - Dr. Carl Vucelich
- CCH Pounder - Dr. Angela Hicks
- Richard Minchenberg - Dr. P.K. Simon
- Noah Wyle - John Carter
- Gloria Reuben - Jeanie Boulet
- Julianna Margulies - verpleegster Carol Hathaway
- Ellen Crawford - verpleegster Lydia Wright
- Yvette Freeman - verpleegster Haleh Adams
- Laura Cerón - verpleegster Chuny Marquez
- Conni Marie Brazelton - verpleegster Connie Oligario
- Suzanne Carney - OK verpleegster Janet
- Abraham Benrubi - Jerry Markovic
- Emily Wagner - ambulancemedewerker Doris Pickman
- Scott Michael Campbell - ambulancemedewerker Riley Brown

### Gastrol
- Red Buttons - Jules 'Ruby' Rubadoux
- Dean Cameron - Edward
- Mary Mara - Loretta Sweet
- Ashlee Lauren - Annie Sweet
- Jake Lloyd - Jimmy Sweet
- Micole Mercurio - Marguerite Janeway
- Mark Pellegrino - Nathan Conley
- Charlotte Ross - Angel
- James Farentino - Ray Ross
- Ving Rhames - Walter Robbins
- Channing Chase - Claire

en vele andere